# Ruta Estatal de California 236
La Ruta Estatal de California 236, abreviada SR 236 (en inglés: California State Route 236) es una carretera estatal estadounidense ubicada en el estado de California. La carretera inicia en el Sur desde la SR 9     en Boulder Creek en sentido Norte hasta finalizar en la SR 99     cerca de Los Gatos. La carretera tiene una longitud de 28,5 km (17.721 mi).

## Mantenimiento
Al igual que las autopistas interestatales, y las rutas federales y el resto de carreteras estatales, la Ruta Estatal de California 236 es administrada y mantenida por el Departamento de Transporte de California por sus siglas en inglés Caltrans.